# Il gregge alza la testa
Il gregge alza la testa (The Sheep Look Up) è un romanzo di fantascienza scritto da John Brunner e pubblicato nel 1972.

## Trama
In seguito a un terremoto, un veleno artificiale viene liberato nell'ambiente dai fusti d'acciaio dentro una miniera in cui era custodito. La contaminazione colpisce la fabbrica di Nutripon , ovvero aiuti alimentari per il terzo mondo, di proprietà di Jacob Bamberley. Il risultato della diffusione dei prodotti contaminati porta alla pazzia e alla morte migliaia di persone, inoltre Bamberley e tutti gli industriali degli Stati Uniti d'America sono accusati di avvelenare intenzionalmente le popolazioni del terzo mondo, come parte di un piano per toglierle di mezzo e prendere possesso delle loro terre.
Hugh, figlio adottivo di Jacob, scappa di casa convinto della colpevolezza del padre e rapisce un ragazzino, chiedendo poi allo zio come riscatto l'installazione gratuita di filtri per l'acqua. Hugh viene aiutato da altri amici ribelli che cercano di contrastare il potere della multinazionale di Bamberley. 
Nel frattempo la contaminazione peggiora e il governo americano è convinto che si tratti di un attacco batteriologico da parte di una potenza nemica.
Il senso del romanzo, al di là delle avventure personali dei protagonisti, è una condanna dell'inquinamento, una denuncia molto precorritrice dei nostri tempi. Nel tempo, anche la storia è stata considerata intrigante e coinvolgente da leggere.
La struttura narrativa è complessa, inizialmente, motivo per cui questo romanzo fu inserito nella collana di fantascienza "SF Narrativa d'Anticipazione". Contraddistinta dalla scelta di testi letterariamente ambiziosi, la collana si distingue per le traduzioni integrali e gli apparati critici spesso affidati a esperti di letteratura fantascientifica provenienti dal mondo accademico.

## Riconoscimenti
Il romanzo è stato candidato al premio Nebula per il miglior romanzo nel 1973, ma non vinse il premio.

## Edizioni
- John Brunner, Il gregge alza la testa, traduzione di Renato Prinzhofer, SF Narrativa d'Anticipazione n. 4, Editore Nord, 1975,  p. 394, ISBN 8842906093.
- John Brunner, Il gregge alza la testa, traduzione di Renato Prinzhofer, Cosmo Oro n. 136, Editore Nord, 1994,  p. 415, ISBN 8842907529.